# Troller Veículos Especiais
Troller Veículos Especiais S/A (Troller) — бразильский производитель внедорожников. Основанная в 1995 году в Оризонти, Сеара, она стала дочерней компанией Ford в 2007 году. Была упразднена в 2021 году. Troller T4 был флагманским автомобилем, который успешно участвовал в нескольких раллийных гонках по всему миру, включая ралли «Дакар».

## Этимология
Название Troller является бразильской адаптацией слова Тролль, которое относится к персонажу скандинавских легенд, обитающему в лесах и пещерах Норвегии.

## История
Troller был основан в 1995 году Рожерио Фариасом. В апреле 1996 года был построен первый прототип.
В 1997 году компанию купил предприниматель Марио Арарипе, который заключил партнерство с Рожерио Фариасом;  был построен первый Т4 с бензиновым двигателем. Серийное производство автомобиля началось в 1999 году, когда в муниципалитете Оризонти был построен завод.
В 2005 году в Анголе открылся завод по производству Т4 для африканского рынка. В январе 2007 года Ford do Brasil объявила о приобретении Troller за 400 миллионов реалов (2007 год) (205,44 миллиона долларов США).
14 декабря 2009 года в новости попал Troller, который ездил по затопленным улицам Сан-Паулу во время трансляции новостей, в то время компания подыгрывала и пыталась найти водителя. T4 получил редизайн в 2014 году.
Завод Troller в Оризонти был закрыт к концу 2021 года, а Ford прекратил всё производство в Бразилии.  На продажу не был выставлен бренд и технология, а только промышленный комплекс, который включает в себя землю площадью 120 142 км2 и общую площадь 21 736 км2. К заводу также будет привязан специальный налоговый режим, действующий до 2025 года.

## Модели
- Troller Pantanal[англ.] (2006–2008)
- Troller T4 (2015–2021)